# Ipomea

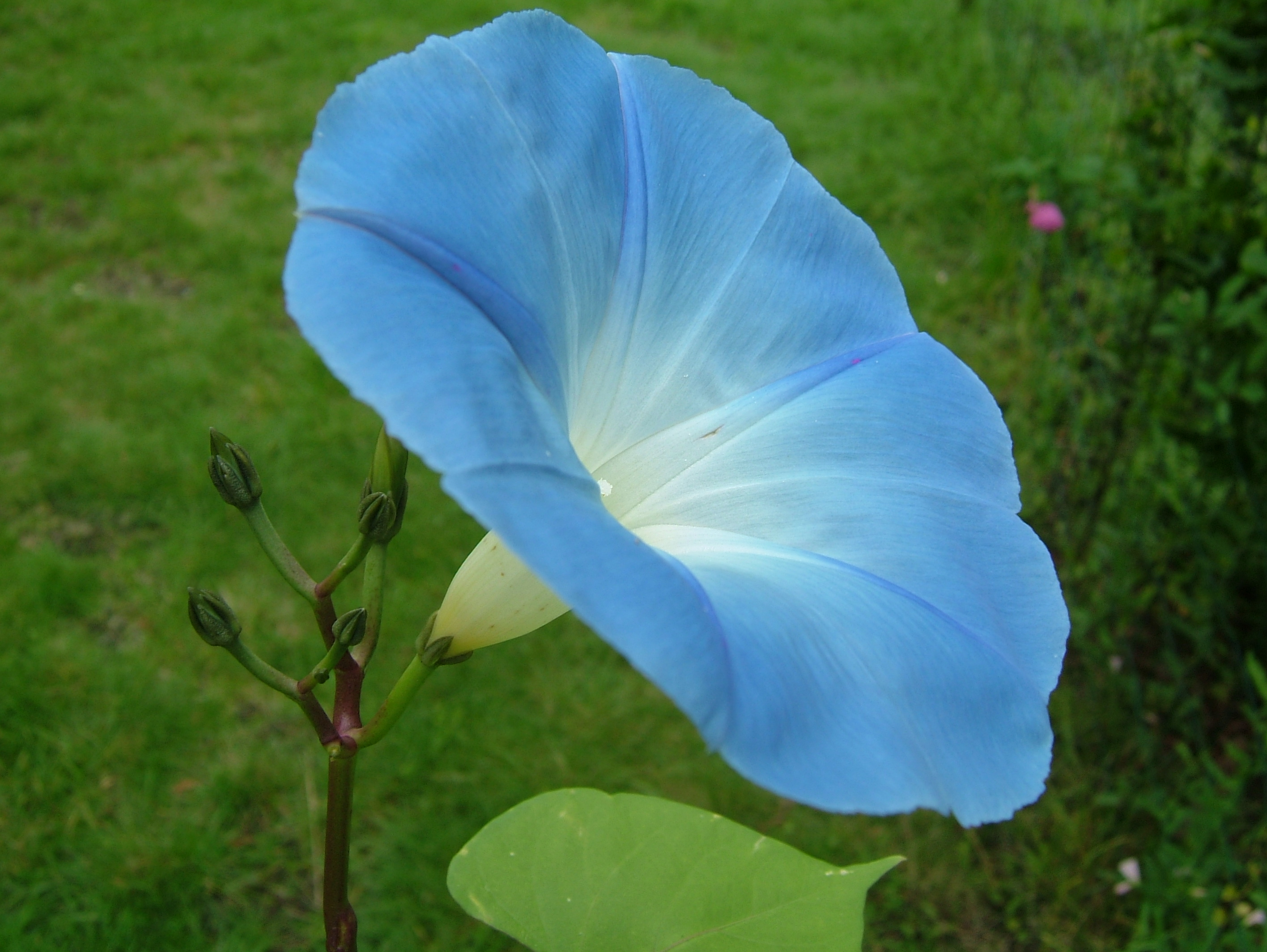
Meravella tricolor (Ipomoea tricolor)

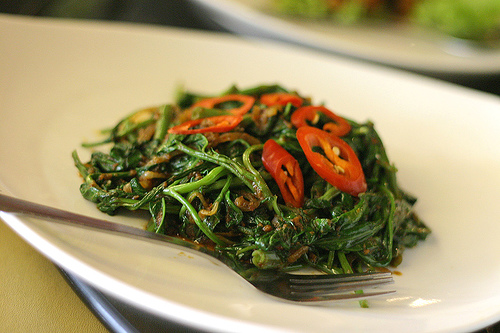
Kangkung blachan, guisat de Ipomoea aquatica, a Penang

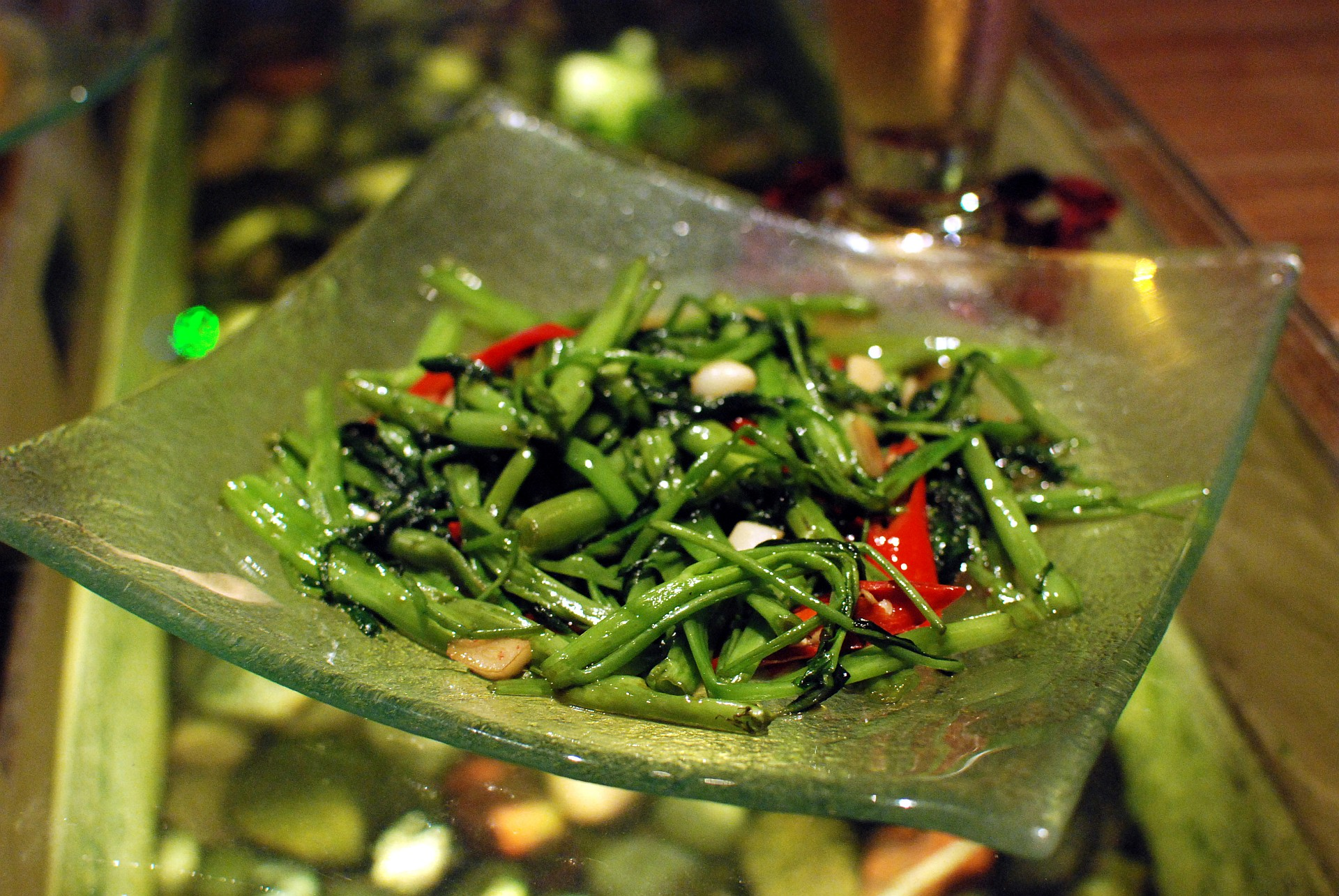
Pak boong fai daeng (Ipomoea aquatica saltada amb pebre roig i all) de la cuina tailandesa.

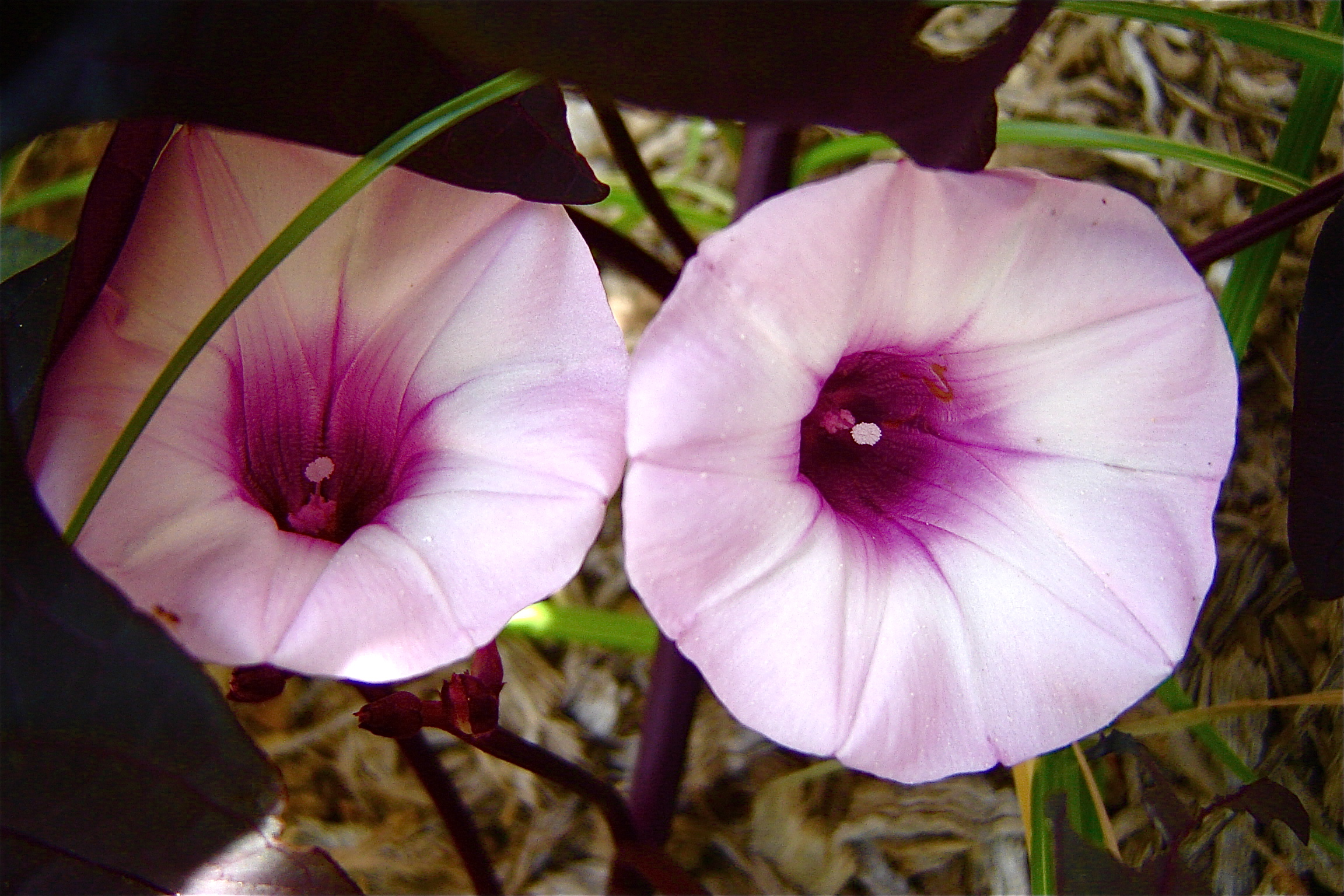
Flors de moniato (Ipomoea batatas)

Ipomea (Ipomoea) és un gènere de plantes fanerògames de la família de les Convolvulàcies.

## Particularitats
El gènere Ipomoea comprèn 600-700 espècies. Les que trobem a la regió mediterrània solen ser conreades com a ornamentals. En alguns casos s'han naturalitzat i convertit en autèntiques plantes invasores de camps de cultiu i jardins.
Són generalment enfiladisses anuals o perennes amb flors de forma de trompeta. Moltes es coneixen amb el nom vulgar de "campanetes" o "campanetes de jardí".
Algunes espècies, com el moniato (Ipomoea batatas) i el kang kung (Ipomoea aquatica), són valorades com a aliment. D'altres, com la Ipomoea tricolor, són plantes de jardí. Altres espècies contenen alcaloides, com les enredaderes conegudes com a glòria del matí i la xalapa (Ipomoea purga).

## Taxonomia
- Ipomoea alba L.
- Ipomoea amnicola Morong
- Ipomoea aquatica Forsk. 1775
- Ipomoea asarifolia (Desr.) Roemer & J.A. Schultes
- Ipomoea barbatisepala Gray
- Ipomoea batatas (L.) Lam. - moniato
- Ipomoea cairica (L.) Sweet
- Ipomoea calantha Griseb.
- Ipomoea capillacea (Kunth) G. Don
- Ipomoea cardiophylla Gray
- Ipomoea carnea Jacq.
- Ipomea coccinea L.
- Ipomoea coptica (L.) Roth ex Roemer & J.A. Schultes
- Ipomoea cordatotriloba Dennst.
- Ipomoea cordifolia Carey ex Voight
- Ipomoea costellata Torr.
- Ipomoea cristulata Hallier f.
- Ipomoea dumetorum Willd. ex Roemer & J.A. Schultes
- Ipomoea eggersiana Peter
- Ipomoea eggersii (House) D. Austin
- Ipomoea eriocarpa R. Br.
- Ipomoea hederacea Jacq. 1787
- Ipomoea hederifolia L.
- Ipomoea horsfalliae Hook. f.
- Ipomoea imperati (Vahl) Griseb.
- Ipomoea indica (Burm.f.) Merr. 1917
- Ipomoea krugii Urban
- Ipomoea lacunosa L. 1753
- Ipomoea leptophylla Torr.
- Ipomoea × leucantha Jacq. (pro sp.)
- Ipomoea lindheimeri Gray
- Ipomoea littoralis Blume
- Ipomoea longifolia Benth.
- Ipomoea macrorhiza Michx.
- Ipomoea meyeri (Spreng.) G. Don
- Ipomoea microdactyla Griseb.
- Ipomoea × multifida (Raf.) Shinners
- Ipomoea nil (L.) Roth
- Ipomoea obscura (L.) Ker-Gawl.
- Ipomoea ochracea (Lindl.) G. Don
- Ipomoea pandurata (L.) G.F.W. Mey.
- Ipomoea pes-caprae (L.) R.Br. 1818
- Ipomoea pes-tigridis L.
- Ipomoea plummerae Gray
- Ipomoea pubescens Lam.
- Ipomoea purga (Wender.) Hayne
- Ipomoea purpurea (L.) Roth - meravella, meravelles, glòria del matí, corretjola gran
- Ipomoea quamoclit L.
- Ipomoea repanda Jacq.
- Ipomoea rupicola House
- Ipomoea sagittata Poir. 1789
- Ipomoea sectifolia Shinners
- Ipomoea setifera Poir.
- Ipomoea setosa Ker-Gawl.
- Ipomoea shumardiana (Torr.) Shinners
- Ipomoea steudelii Millsp.
- Ipomoea tenuiloba Torr.
- Ipomoea tenuissima Choisy
- Ipomoea ternifolia Cav.
- Ipomoea thurberi Gray
- Ipomoea trichocarpa Elliot 1823
- Ipomoea tricolor Cav. - meravella tricolor
- Ipomoea triloba L.
- Ipomoea tuboides O. Deg. & van Ooststr.
- Ipomoea turbinata Lag.
- Ipomoea violacea L. - glòria del matí, ololinqui
- Ipomoea volubilis
- Ipomoea wrightii Gray